# Măgura, Vâlcea
Măgura este un sat în comuna Mihăești din județul Vâlcea, Oltenia, România. Se află în partea de est a județului, în Lunca Oltului, la contactul cu Subcarpații Vâlcei. Biserica cu hramul „Sf. Ioan Botezătorul” (sec. XIX) este monument istoric.

## Monumente istorice
- Biserica „Sf. Ioan Botezătorul”